# Igor Lenský
Igor Lenský (28. října 1955 Bratislava - 4. února 2004) byl slovenský odborový předák a politik za SDĽ, po sametové revoluci československý poslanec Sněmovny národů Federálního shromáždění.

## Biografie
Vystudoval Filozofickou fakultu Univerzity Komenského v Bratislavě. Před rokem 1989 byl po tři roky členem Komunistické strany Slovenska a působil jako městský prokurátor. V této funkci vyšetřoval některé pozdější polistopadové politické kolegy (například Ján Budaj). Po listopadu 1989 se stal členem stávkového výboru na Městské prokuratuře v Bratislavě.
Počátkem 90. let působil jako předseda Slovenského výboru odborového svazu a jako 1. místopředseda Federálního výboru odborového svazu. Na odborářském sjezdu 3. března 1990 byl zvolen za člena prezídia Československé konfederace odborových svazů. V roce 1995 se stal předsedou Slovenského odborového svazu veřejné správy SLOVES a byl viceprezidentem Konfederace odborových svazů Slovenské republiky.
Jeho spolužákem ze střední školy byl politik Milan Ftáčnik, s nímž později působil v SDĽ. Ve volbách roku 1992 byl za SDĽ zvolen do slovenské části Sněmovny národů. Ve Federálním shromáždění setrval do zániku Československa v prosinci 1992.
V roce 2002 kandidoval za SDĽ na post slovenského ombudsmana.